# Patrick Menge
Patrick Menge (* 4. Juli 1990) ist ein Schweizer Grasskiläufer. Er gehört der Nationalmannschaft von Swiss Grasski an und startet seit 2006 im Weltcup. Sein Bruder Philipp Menge war ebenfalls Grasskiläufer.

## Karriere
Menge fuhr seine ersten FIS-Rennen im Mai 2006. Bis Juli kam er in sieben Rennen dreimal unter die besten 20. Sein Weltcupdebüt gab er am 26. August 2006 im Slalom von Sattel, wo er zeitgleich mit dem Österreicher Philipp Gschwandtner den 17. und zugleich letzten Platz belegte. Dies war sein vorerst letztes Rennen, denn in der gesamten Saison 2007 nahm er an keinen Wettbewerben teil. Im Mai 2008 fuhr Menge im Riesenslalom von Altenseelbach erstmals in einem FIS-Rennen unter die besten zehn. Im Weltcup war er in der Saison 2008 zweimal unter den schnellsten 20 und im Endklassement belegte er Rang 26. Bei der Juniorenweltmeisterschaft 2008 belegte er Platz 17 im Slalom, Platz 21 im Riesenslalom und Rang 22 im Super-G.
In der Weltcupsaison 2009 fuhr Menge viermal unter die schnellsten 20, wobei sein bestes Resultat Platz zwölf im Riesenslalom von Marbachegg war. Damit belegte er Rang 22 in der Gesamtwertung. Bei der Juniorenweltmeisterschaft 2009 erreichte er Platz neun im Riesenslalom. Im Super-G wurde er 14. und im Slalom sowie in der Super-Kombination jeweils 16. Im selben Jahr nahm er auch erstmals an einer Weltmeisterschaft in der Allgemeinen Klasse teil. Im österreichischen Rettenbach war sein bestes Resultat Rang 21 im Slalom. In der Saison 2010 erzielte Menge nach zwei Ausfällen in den nächsten fünf Weltcuprennen immer Platzierungen zwischen Rang 16 und Rang 19. Im Slalom von Faistenau wurde er jedoch disqualifiziert und an den vier Finalrennen in Italien nahm er nicht mehr teil. Im Gesamtweltcup fiel er auf den 35. Platz zurück. Bei der Juniorenweltmeisterschaft 2010 in Dizin hatte er zu Beginn ebenfalls zwei Ausfälle in der Super-Kombination und im Slalom zu verbuchen und erzielte danach Platz 15 im Super-G und Rang elf im Riesenslalom.
In der Saison 2011 war Menges bestes Weltcupergebnis der 13. Platz im Super-G von Marbachegg. Mit weiteren fünf Top-20-Resultaten belegte er Rang 19 im Gesamtweltcup. Bei der Weltmeisterschaft 2011 in Goldingen erreichte er überraschend den vierten Platz im Slalom. Zudem wurde er 15. in der Super-Kombination und jeweils 21. im Riesenslalom und im Super-G. Mit konstanten Leistungen präsentierte sich Menge in der Saison 2012. Er fuhr in sechs Weltcuprennen unter die schnellsten 15 und in weiteren fünf Rennen unter die besten 20, dazu in einem FIS-Rennen auf das Podest, womit er Neunter im Gesamtweltcup wurde.

## Erfolge

### Weltmeisterschaften
- Rettenbach 2009: 21. Slalom, 28. Super-Kombination, 33. Super-G, 38. Riesenslalom
- Goldingen 2011: 4. Slalom, 15. Super-Kombination, 21. Riesenslalom, 21. Super-G

### Juniorenweltmeisterschaften
- Rieden 2008: 17. Slalom, 21. Riesenslalom, 22. Super-G
- Horní Lhota u Ostravy 2009: 9. Riesenslalom, 14. Super-G, 16. Slalom, 16. Super-Kombination
- Dizin 2010: 11. Riesenslalom, 15. Super-G

### Weltcup
- 10 Platzierungen unter den besten 15